# Ready Steady Go!
Ready Steady Go! é o terceiro álbum de estúdio do cantor Drake Bell, lançado em 2014. O cantor regravou canções de The Move, Billy Joel, Queen, The Kinks, Stray Cats, and Cask Mouse. A produção do álbum ficou a cargo de Brian Setzer, um dos fundadores da banda de rockabilly Stray Cats e líder da The Brian Setzer Orchestra.
"Bitchcraft" foi remixada pela banda francesa electro swing Caravan Palace.

## Alinhamento de faixas
| N.º            | Título                                           | Compositor(es)                                                                            | Duração |  |
| 1.             | "Sunny Afternoon"                                | Ray Davies                                                                                | 3:21    |  |
| 2.             | "Bull"                                           | Mitchell Belch, Kevin Boldwin, Jonathan Howes, Edward Llerena, Bonnie Parks, Joseph Wyatt | 2:38    |  |
| 3.             | "I Won't Stand In Your Way (Part. Brian Setzer)" | Brian Setzer                                                                              | 4:06    |  |
| 4.             | "Bitchcraft (Part. Brian Setzer)"                | Drake Bell, Brett Boyett                                                                  | 3:00    |  |
| 5.             | "Runaway Boys"                                   | Setzer, James McDonnell                                                                   | 3:05    |  |
| 6.             | "Makes Me Happy"                                 | Bell, Christopher Jonathan Abraham, Michael Thomas Corcoran                               | 2:51    |  |
| 7.             | "It's Still Rock and Roll to Me"                 | Billy Joel                                                                                | 2:56    |  |
| 8.             | "Melina"                                         | Adam Traub                                                                                | 3:18    |  |
| 9.             | "Crazy Little Thing Called Love"                 | Freddie Mercury                                                                           | 2:57    |  |
| 10.            | "California Man"                                 | Roy Wood                                                                                  | 3:07    |  |
| 11.            | "Back of My Hand"                                | John Adler, Nicholas Watkinson                                                            | 3:20    |  |
| 12.            | "Give Me a Little More Time"                     | Bell, Daniel Kalisher, Will Herrington                                                    | 3:55    |  |
| Duração total: | Duração total:                                   | Duração total:                                                                            | 38:34   |  |